# Asparagus lycaonicus
Asparagus lycaonicus — вид рослин із родини холодкових (Asparagaceae).

## Біоморфологічна характеристика
Розпростерта трава, сірувато-зелена, коли суха. Стебло смугасте, 8–27 см, коротко розгалужене один-два рази. Гілки 0.5–3 см. Шпора до 0.75 мм. Філокладії 4–6 на пучок, короткі, м'ясисті, 2–6 × 0.5 мм. Ягода червона, 6–8 мм в діаметрі.

## Середовище проживання
Росте в Туреччині (Конья) й Ірані (солоне озеро Арак).